# 伊傑爾
36°39′59″N 4°31′07″E / 36.6664°N 4.5186°E

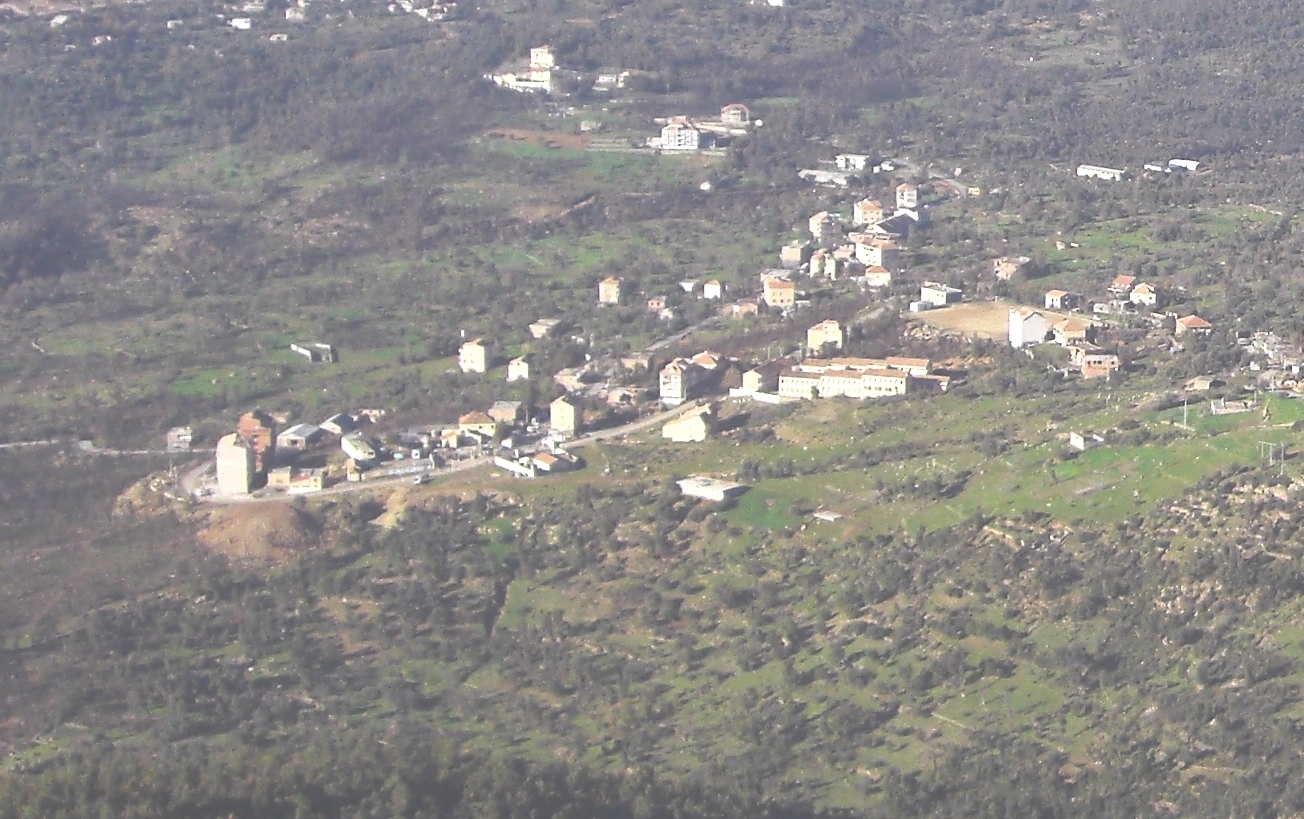
伊傑爾

伊傑爾（阿拉伯语：‎），是阿爾及利亞的城鎮，位於該國北部提濟烏祖省，由布宰甘區負責管轄，面積72平方公里，2008年人口10,301，人口密度每平方公里143人。